# كلية الحقوق بجامعة سينسيناتي
كلية الحقوق بجامعة سينسيناتي (بالإنجليزية: University of Cincinnati College of Law)‏ هي رابع أقدم كلية حقوق ما زالت قائمة بالولايات المتحدة، وعضو مؤسس برابطة مدارس الحقوق الأمريكية.
أُسست الكلية سنة 1833 تحت اسم مدرسة سينسيناتي للحقوق (بالإنجليزية: Cincinnati Law School)‏، ثم أُدمجت بجامعة سينسيناتي سنة 1896 على يد عميدها ويليام هوارد تافت، الذي صار فيما بعد الرئيس السابع والعشرين للولايات المتحدة الأمريكية.

## خريجون بارزون
خرجت المدرسة رئيسًا أمريكيًا (هو ويليام هوارد تافت)، وقاضيين بالمحكمة العليا الأمريكية (هما ويليام هوارد تافت نفسه وويليس فان ديفانتر) ونائبًا للرئيس الأمريكي (هو تشارلز دويز) ووزيرًا للتجارة (هو تشارلز سوير).